# Blue (Webserie)
Blue ist eine amerikanische Drama-Webserie, die von 2012 bis 2014 von WIGSCO produziert wurde. Regie führte Rodrigo García und Julia Stiles spielte die Hauptrolle der Blue. Die Pilotfolge wurde am 11. Juni 2012 auf WIGS-Channel auf YouTube ausgestrahlt. Die Serie lief anschließend bei den Sendern Hulu, FOX und weiterhin auf WIGS-Channel.

## Handlung
Blue (Julia Stiles) ist eine Mutter mit einem geheimen Leben als Sexarbeiterin. Sie wird alles tun, um es vor ihrem Sohn Josh (Uriah Shelton) zu bewahren. Aber ihre Vergangenheit hat andere Pläne.

## Besetzung
Es wirkten in den drei Staffeln über 50 Schauspieler mit. Diejenigen mit drei oder mehr Auftritten sind:
| Darsteller                   | Rolle     | Episode | Jahr      |
| ---------------------------- | --------- | ------- | --------- |
| Julia Stiles                 | Blue      | 40      | 2012–2014 |
| Uriah Shelton                | Josh      | 24      | 2012–2014 |
| Brooklyn Lowe                | Francesca | 8       | 2013–2014 |
| Kathleen Quinlan als Jessica | Jessica   | 7       | 2012–2014 |
| Carla Gallo                  | Rose      | 5       | 2013–2014 |
| James Morrison               | Olsen     | 5       | 2012–2014 |
| Brian Shortall               | Will      | 4       | 2013–2014 |
| Alexz Johnson                | Satya     | 4       | 2014      |
| Jacob Vargas                 | Roy       | 4       | 2013–2014 |
| Jane Stiles O’Hara           | Lara      | 4       | 2014      |
| Eric Stoltz als Arthur       | Arthur    | 4       | 2014      |
| Amir Arison                  | Leonard   | 3       | 2014      |
| David Harbour                | Cooper    | 3       | 2012      |
| JC Gonzalez                  | Harry     | 1       | 2013      |

## Fernsehübertragungen
Die Staffeln 1 und 2 hatten eine Episodenlänge von ca. 10 Minuten. In der dritten Staffel wurde die Länge der Folgen auf 40–60 Minuten verlängert. Im Gegenzug wurden weniger Folgen gedreht.
Für die Fernsehübertragung wurde die Webserie in 10 jeweils einstündige Episoden zusammengeschnitten und auf den Kanälen von Life time (einschließlich Großbritannien und Afrika) ausgestrahlt. Die Serie wurde am 8. Juli 2016 unter dem Titel Blue: A Secret Life in den Vereinigten Staaten bei LMN ausgestrahlt.
| Folge | Webisoden                  | Episodentitel                   | Webisode-Titel | Unter der Regie von | Geschrieben von                | Sendetermin    |
| ----- | -------------------------- | ------------------------------- | --- | ------------------- | ------------------------------ | -------------- |
| 1     | Staffel 1, Folge.1–6       | „Blaue Regeln“                  | „Mama“ „Sohn“ „Du entscheidest“ „Langer Tag, Blau?“ „Du bist gut“ „Jack the Ripper“ | Rodrigo García      | Rodrigo García                 | 2. März 2015   |
| 2     | Staffel 1, Folge 7–12      | „Wann habe ich dich angelogen?“ | „Für Sex bezahlen“ „Ein anständiges Mädchen“ „Das ist meine Droge“ „Star Student“ „Du liegst auch mir“ „Gib einem alten Mann eine Pause“                                                 | Rodrigo García      | Rodrigo García                 | 9. März 2015   |
| 3     | Staffel 2, Folge 1–7       | „Wer erhebt so ein Kind?“       | „Sehen und Gesehen werden“ „Welche Art von Namen ist blau?“ „Es ist nur eine Krücke“ „Alles ist ein Test“ „Wie geht's?“ „Kleber und Schmiermittel“ „Wow wow wow“                         | Rodrigo García      | Rodrigo García und Karen Graci | 16. März 2015  |
| 4     | Staffel 2, Folge 8–13, 15  | „Wir waren verliebt“            | „Auf eigene Faust“ „Die Wahrheit tut weh“ „Die Erlaubnis eines Mannes“ „Fühlen Sie sich wie zu Hause“ „Alte Gewohnheiten sind schwer abzulegen“ „Verdoppelung der Gleichung“ * „Im Lauf“ | Rodrigo García      | Rodrigo García und Karen Graci | 23. März 2015  |
| 5     | Staffel 2, Folge 21, 16–20 | „Gut aussehender Junge“         | „Wilde“ „Schwere Zeit“ „Die Details“ „Du bist kein Freak, oder?“ „Auf den Punkt kommen“ „Ich bin kein Stalker“                                                                           | Rodrigo García      | Rodrigo García und Karen Graci | 30. März 2015  |
| 6     | Staffel 2, Folge 14, 22–26 | „Wo warst du, Mama?“            | „Bist du sauber?“ „Rollenspiel“* „Gewinnen mit“ „Eine direkte Antwort“ „Wahlmöglichkeiten addieren sich“ „Wo waren Sie?“                                                                 | Rodrigo García      | Rodrigo García und Karen Graci | 6. April 2015  |
| 7     | Staffel 3, Folge 1         | „Ruf mich Francine“             | | Rodrigo García      | Rodrigo García                 | 13. April 2015 |
| 8     | Staffel 3, Folge 2         | „Planeten kollidieren“          | | Rodrigo García      | Rodrigo García und Karen Graci | 20. April 2015 |
| 9     | Staffel 3, Folge 3         | „Eine Geschichte der Angst“     | | Rodrigo García      | Rodrigo García                 | 27. April 2015 |
| 10    | Staffel 3, 4               | „Lässt mich gut fühlen“         | | Rodrigo García      | Rodrigo García und Karen Graci | 4. Mai 2015    |

1. ↑  Die Datumsangaben beziehen sich auf die erste Fernsehausstrahlung in Großbritannien

## Auszeichnungen und Nominierungen
| Jahr | Award               | Kategorie                           | Kandidat (en)                                                             | Ergebnis  |
| ---- | ------------------- | ----------------------------------- | ------------------------------------------------------------------------- | --------- |
| 2013 | Satellite Awards    | Bestes Original-Kurzformat-Programm | Blue                                                                      | nominiert |
| 2014 | Art Directors Guild | Kurzes Format, Live-Action-Serie    | Rachel Myers, Philip Toolin, Kurt Meisenbach (Episode: „The Truth Hurts“) | nominiert |
| 2014 | IAWTV Awards        | Beste Serie – Drama                 | Blue                                                                      | nominiert |
| 2014 | IAWTV Awards        | Bester Regisseur – Drama            | Rodrigo García                                                            | gewonnen  |
| 2014 | IAWTV Awards        | Best Female Performance – Drama     | Julia Stiles                                                              | gewonnen  |